# Río Paraguay
Der 2549 km lange in Südamerika fließende Río Paraguay, port. Rio Paraguai, ist der bedeutendste Nebenfluss des Río Paraná. In seinem Oberlauf heißt er auf Portugiesisch Rio Paraguai, in seinem Unterlauf auf Spanisch Río Paraguay. Die Bezeichnung auf Guaraní lautet Ysyry Paraguái. Der Name bedeutet „Wasser, das zum Wasser geht“, abgeleitet von der Sprache der Ureinwohner, Guaraní: pará („Ozean“), gua („zu/von“) und y („Wasser“).

## Flusslauf
Der Río Paraguay entspringt in Brasilien im gebirgigen Hochland von Mato Grosso ungefähr 115 km nördlich von Cuiabá. Von dort aus fließt der Río Paraguay in südlicher Richtung. Er verlässt das Hochland und durchquert die Niederung des Pantanal. Dort fließt er zumeist parallel zur bolivianischen Grenze. Im Süden des Pantanals bildet er die Grenze zwischen Brasilien und Paraguay. Anschließend durchquert er Paraguay in Nord-Süd-Richtung und fließt dabei an der paraguayischen Hauptstadt Asunción vorbei. Dort vereinigt er sich auch mit seinem größten Nebenfluss, dem Río Pilcomayo. Unmittelbar danach bildet er die Grenze zwischen Paraguay und Argentinien. Etwas nördlich von Corrientes mündet er in den Paraná.

## Bedeutung
Der Río Paraguay ist der längste und größte Fluss Paraguays. Er ist auf 2000 km Länge schiffbar. Nach dem Paraná ist er der zweitwichtigste Handelsweg der Staaten, die er durchfließt. Sein größter Hafen ist Asunción. Er ist Bestandteil der internationalen Wasserstraße Paraná-Paraguay.

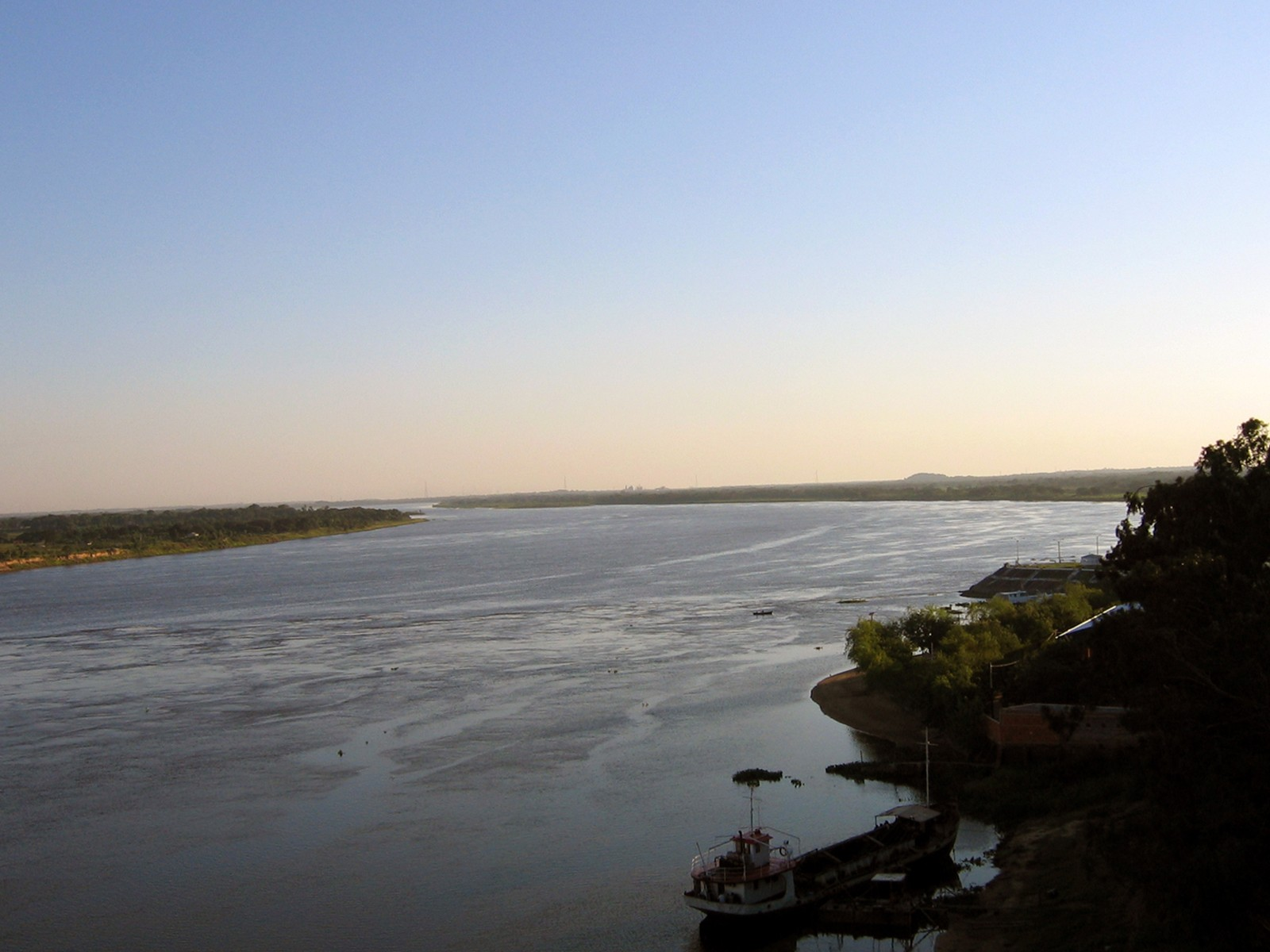
Der Río Paraguay bei Asunción
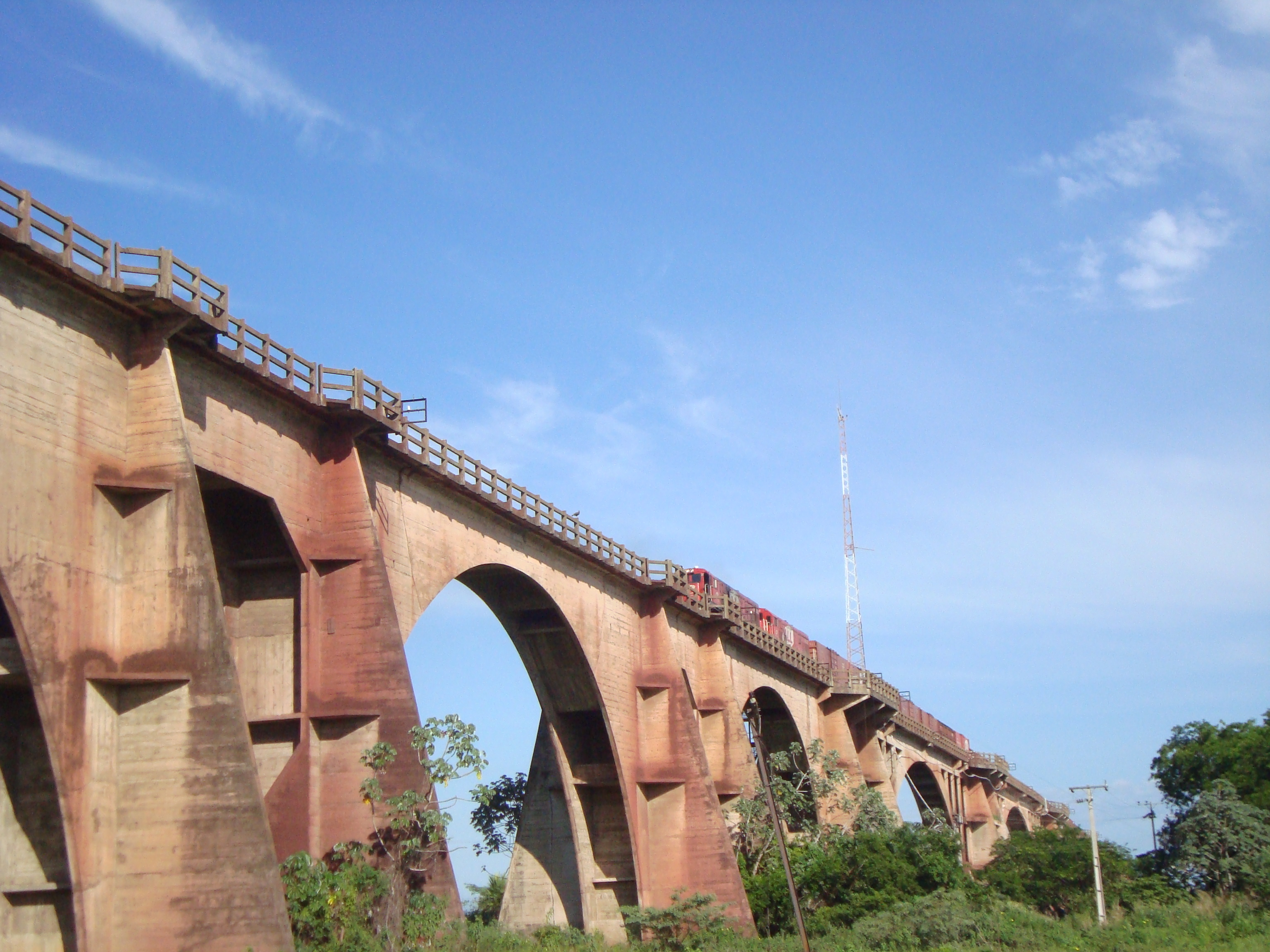
Eisenbahnbrücke über den Paraguay
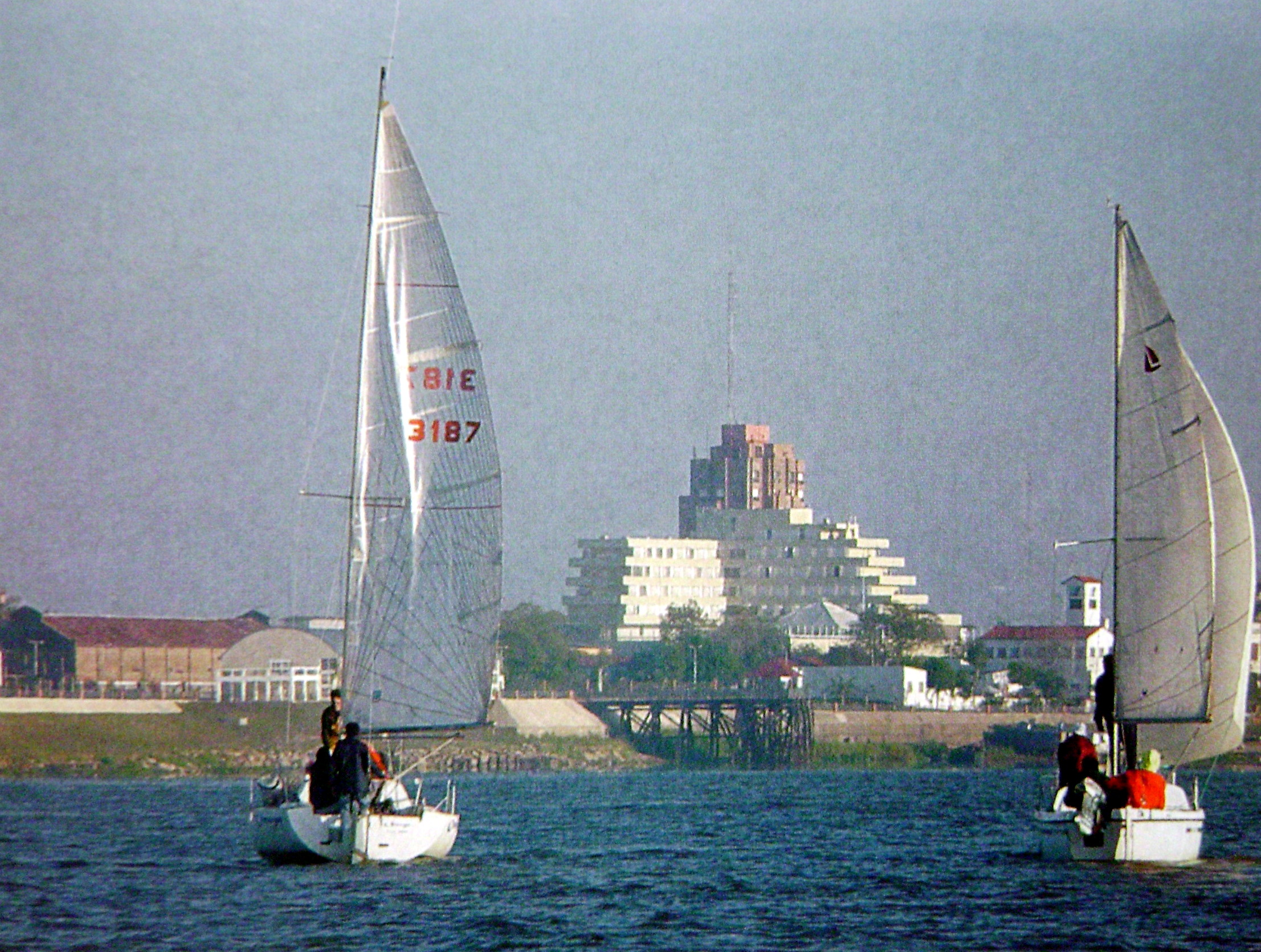
Segelregatta vor Asunción
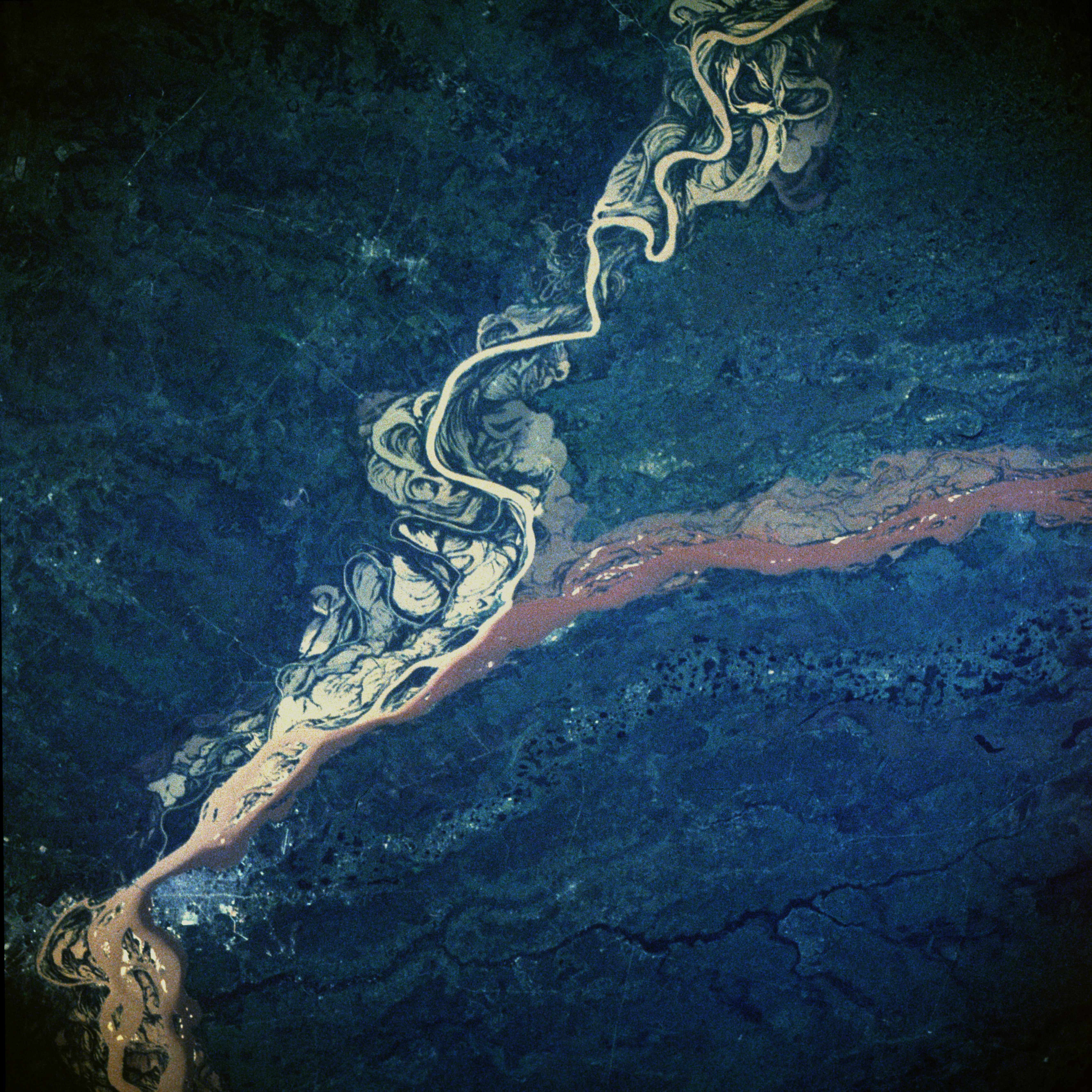
Der Paraguay im Satellitenbild

## Einzugsgebiet
Der Paraguay umfasst ein Einzugsgebiet von 1.168.540 km²; es reicht in die Staaten Brasilien, Bolivien, Paraguay und Argentinien.

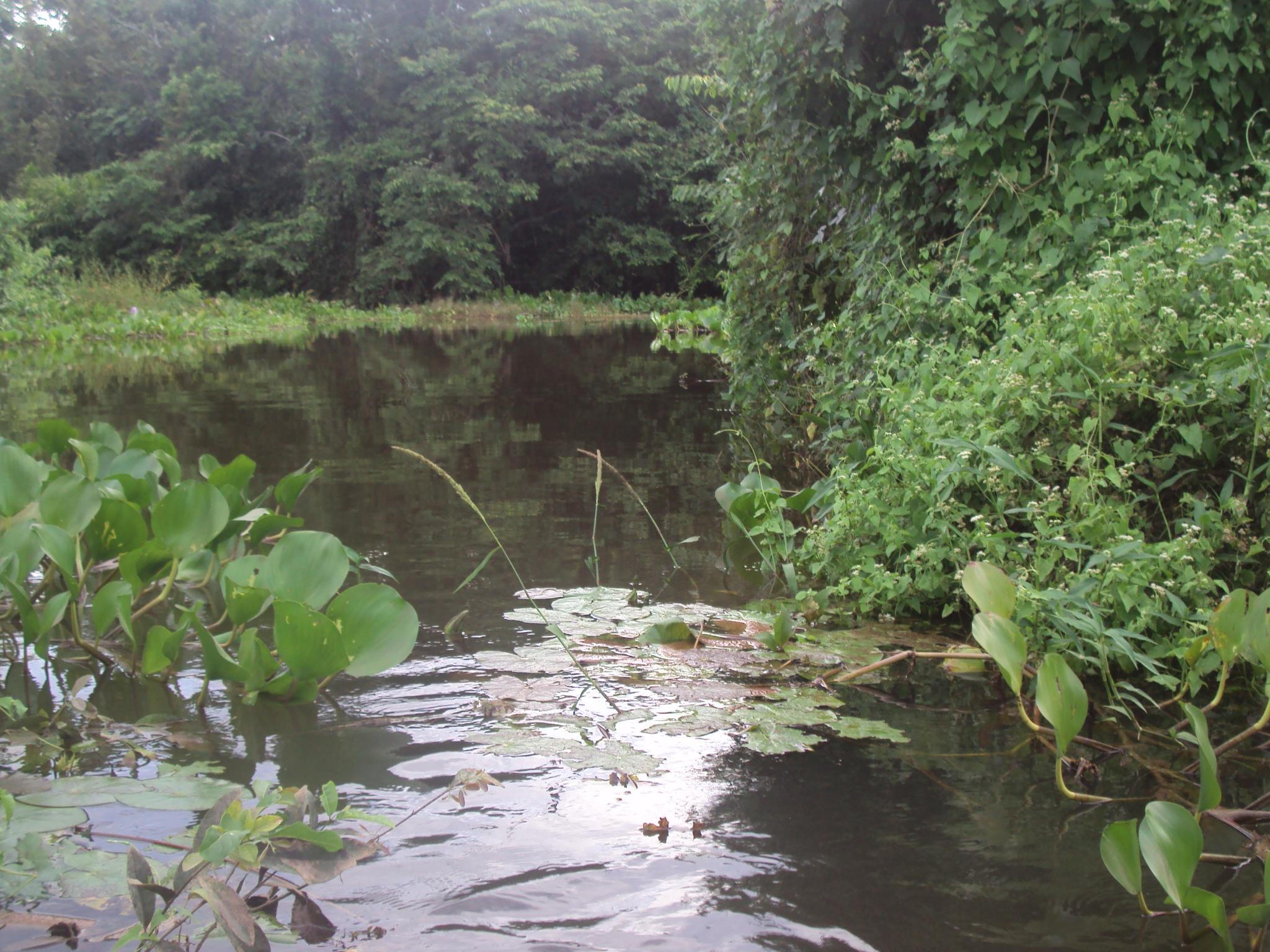
Nebenflüsse: Rio Cuiabá im Mato Grosso,
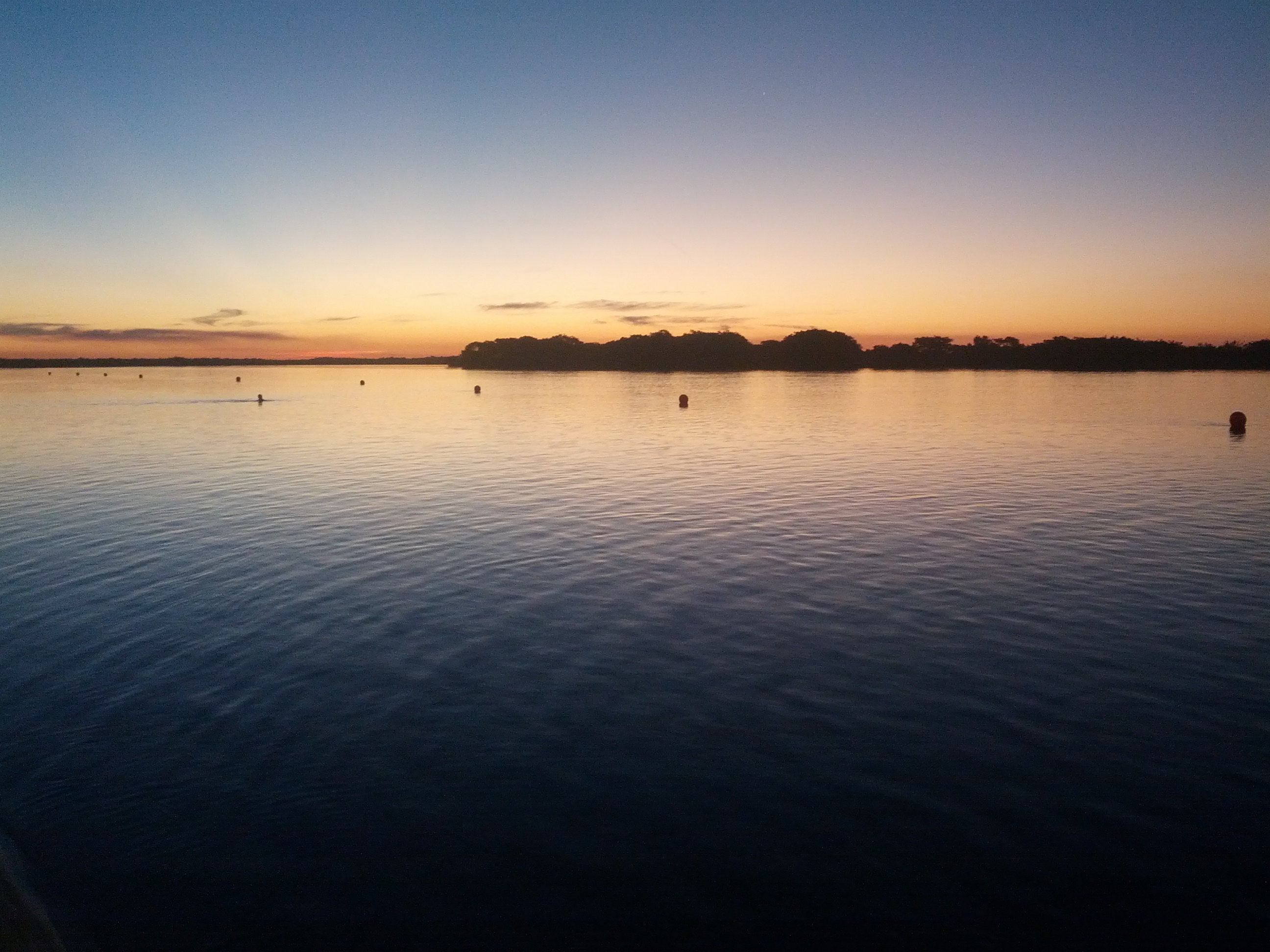
… der Río Tebicuary bei Sonnenuntergang,
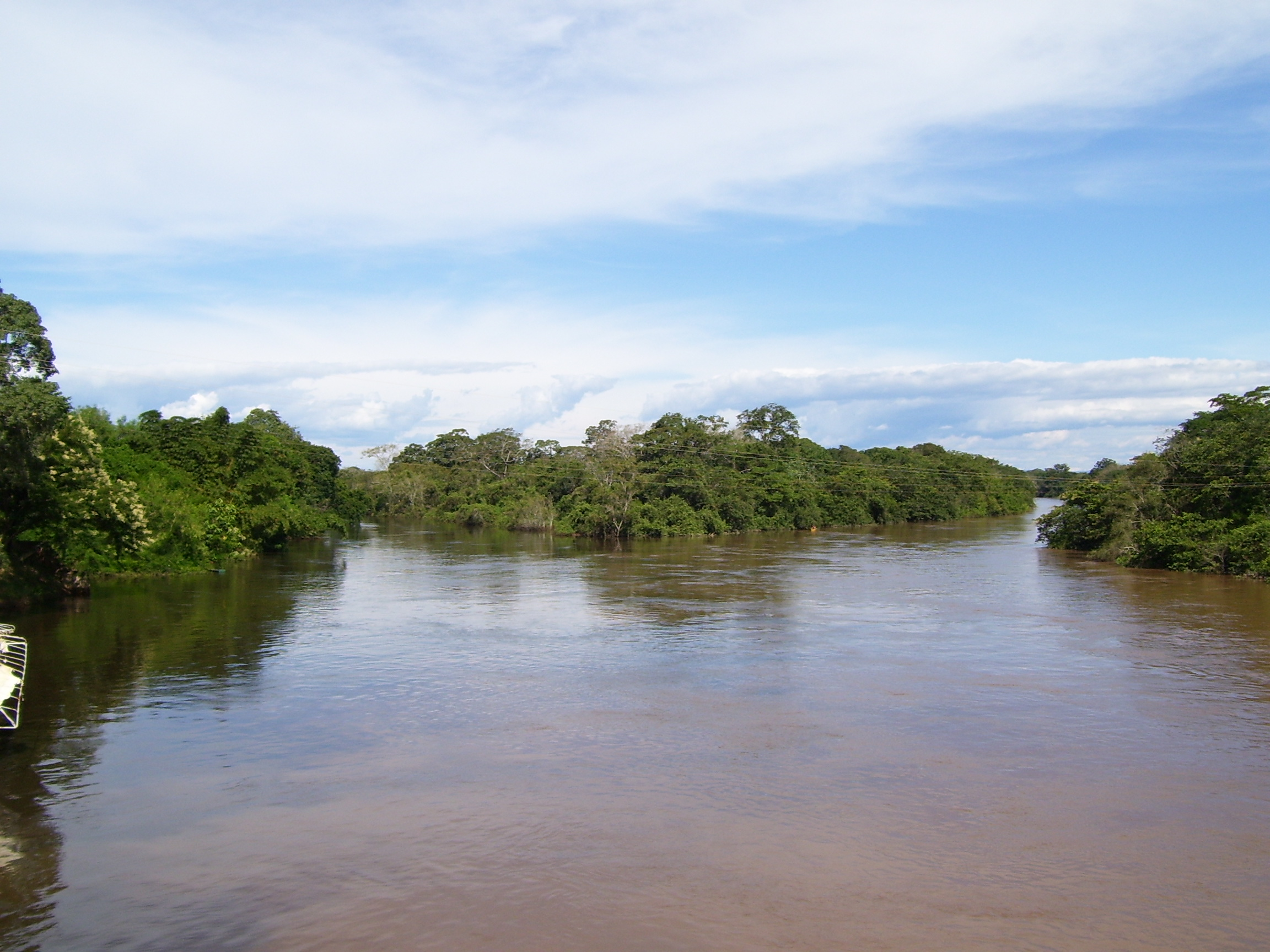
… die Einmündung des Río Bugres,
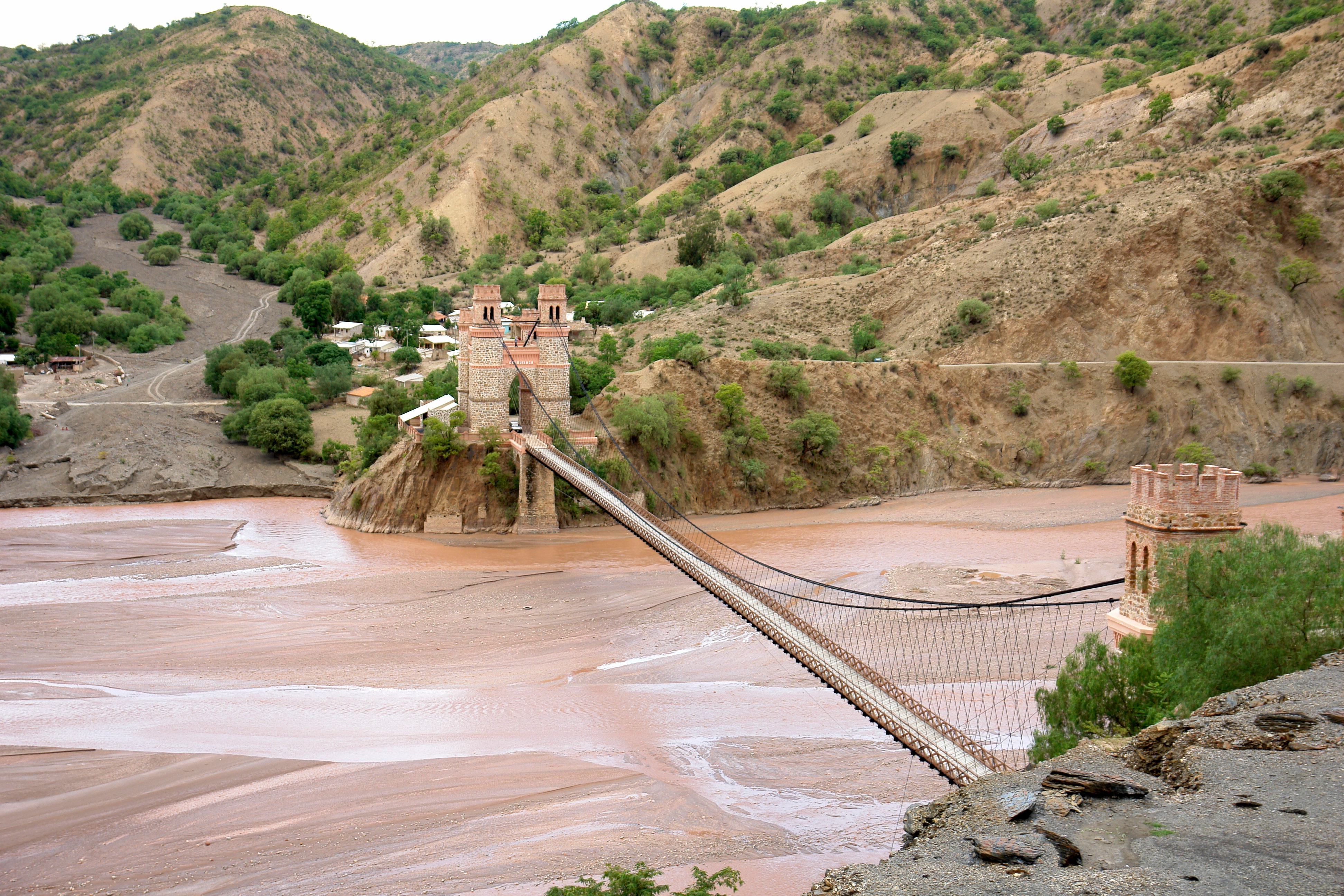
… der Río Pilcomayo mit Brücke
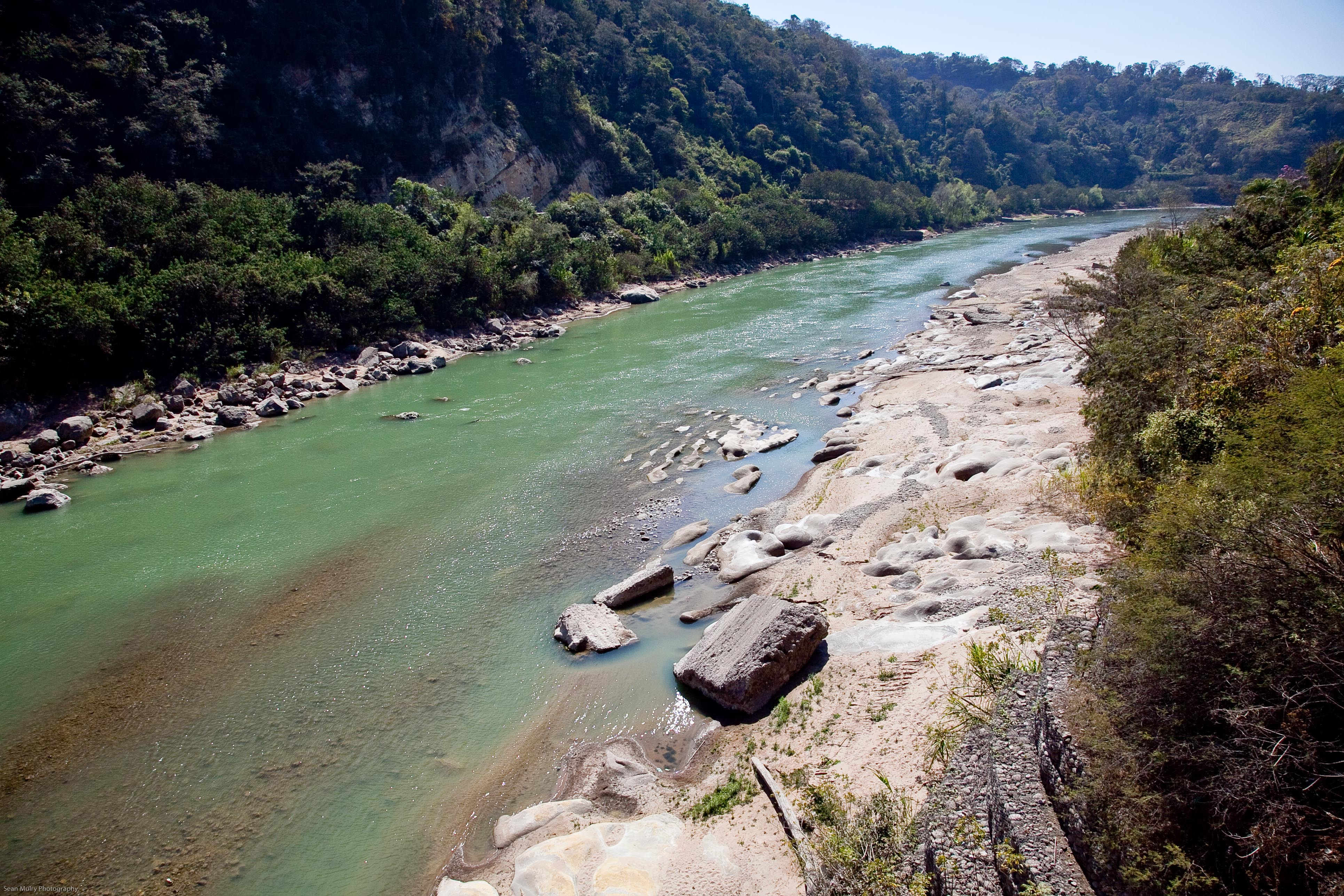
… und der Río Bermejo als Grenzfluss zwischen Argentinien und Bolivien